# Gregor Vezonik
Gregor Vezonik (* 6. července 1995 Ravne na Koroškem) je slovinský reprezentant ve sportovním lezení a bronzový medailista z mistrovství světa 2018 v boulderingu.

## Výkony a ocenění
- pět medailí získal na závodech Evropského poháru juniorů, v roce 2012 byl celkově druhý v boulderingu
- 2014,2018: účast na prestižních mezinárodních závodech Rock Master v italském Arcu
- 2018: tři medaile ze závodů světového poháru, bronz z mistrovství světa
- 2018: Bloudkova plaketa

### Závodní výsledky
| Arco Rock Master | Arco Rock Master | Arco Rock Master |
| Rok              | 2014             | 2018             |
| ---------------- | ---------------- | ---------------- |
| Bouldering       | 11               | 2                |

| Mistrovství světa | Mistrovství světa | Mistrovství světa |
| Rok               | 2016              | 2018              |
| ----------------- | ----------------- | ----------------- |
| Bouldering        | 45-46             | 3                 |

| Světový pohár | Světový pohár | Světový pohár | Světový pohár | Světový pohár | Světový pohár | Světový pohár  |
| Rok           | 2013          | 2014          | 2015          | 2016          | 2017          | 2018           |
| ------------- | ------------- | ------------- | ------------- | ------------- | ------------- | -------------- |
| Bouldering    |               |               |               |               | 50            | 5              |
| jednotlivě*   |               |               |               |               | ,41,19,31,    | ,14,31,,13,,51 |
|               |               |               |               |               |               |                |
| Kombinace     |               |               |               |               |               |                |

* poznámka: nalevo jsou poslední závody v roce;
v roce 2017 se kombinace počítala i za jednu disciplínu
| Mistrovství Evropy | Mistrovství Evropy | Mistrovství Evropy |
| Rok                | 2015               | 2017               |
| ------------------ | ------------------ | ------------------ |
| Bouldering         | 19                 | 29-30              |

| Evropský pohár juniorů | Evropský pohár juniorů | Evropský pohár juniorů | Evropský pohár juniorů | Evropský pohár juniorů | Evropský pohár juniorů |
| Rok                    | 2009 kat. B            | 2010 kat. B            | 2011 kat. A            | 2012 kat. A            | 2014 junioři           |
| ---------------------- | ---------------------- | ---------------------- | ---------------------- | ---------------------- | ---------------------- |
| Lezení na obtížnost    |                        |                        |                        |                        |                        |
| jednotlivě*            |                        | Bronzová medaile       |                        | Stříbrná medaile       |                        |
|                        |                        |                        |                        |                        |                        |
| Bouldering             | —                      | —                      |                        | 2                      |                        |
| jednotlivě*            | —                      | —                      | Bronzová medaile       | ,5                     | Bronzová medaile       |

* poznámka: nalevo jsou poslední závody v roce